# Cabeza olmeca de La Cobata
La cabeza conocida técnicamente como estatua n.º 1 del Rancho La Cobata, da entre los años 1200-400 a. C., fue esculpida por los olmecas, que fueron un pueblo que se desarrolló en Mesoamérica durante el Preclásico Medio, 1200-800 a. C., concretamente en lo que sería la parte sureste del estado de Veracruz y el oeste de Tabasco.
El pueblo olmeca desarrolló una de las civilizaciones mesoamericanas más antiguas. Sus manifestaciones artísticas más conocidas fueron las “cabezas colosales”. Estas grandes esculturas fueron hechas con basalto y tenían una altura de entre 2,4 y 3,6 metros.
En el parque de Villahermosa, la capital del estado de Tabasco. Allí se conservan algunas cabezas colosales encontradas en dos de las principales ciudades olmecas: La Venta y San Lorenzo.

## Hallazgo e historia
La escultura fue hallada accidentalmente en 1970, cerca del yacimiento arqueológico de Tres Zapotes, concretamente en el Rancho de La Cobata, situado en la localidad de Santiago Tuxtla, Veracruz, perteneciente a la municipalidad homónima, y esta a su vez al estado de Veracruz, siendo la cabeza olmeca más grande de las 17 encontradas hasta el momento estando expuesta al aire libre en el Parque Central Benito Juárez, en el centro de la antedicha localidad.

## Características
- Altura: 345 cm aproximadamente.
- Peso: De 7 a 10 toneladas.
- Material: piedra volcánica, (variedad basalto).
- Tiene los ojos y la boca cerrados, carece de fosas nasales y tiene un tocado más estilizado que otras cabezas olmecas y es de piedra sólida.

## Simbología
Se cree que la cabeza olmeca de la Cobata es la única que podría representar a una persona fallecida.